# Stictophaula grigorenkoi
Stictophaula grigorenkoi är en insektsart som beskrevs av Andrej Vasiljevitj Gorochov 1998. Stictophaula grigorenkoi ingår i släktet Stictophaula och familjen vårtbitare. Inga underarter finns listade i Catalogue of Life.